# Andrej Golubjev
Andrej Alexandrovič Golubjev (rusky: Андре́й Алекса́ндрович Го́лубев, * 22. července 1987 Volžskij) je kazachstánský profesionální tenista, který do roku 2008 reprezentoval rodné Rusko. Na grandslamu prohrál finále čtyřhry French Open 2021 po boku Bublika. Deblové semifinále si zahrál s Grothem na French Open 2014. Ve své dosavadní kariéře na okruhu ATP Tour vyhrál jeden singlový turnaj, když ovládl hamburský International German Open 2010. K němu přidal jednu deblovou trofej. Na challengerech ATP a okruhu ITF získal dvanáct titulů ve dvouhře a dvacet jedna ve čtyřhře.
Na žebříčku ATP byl ve dvouhře nejvýše klasifikován v říjnu 2010 na 33. místě a ve čtyřhře pak v květnu 2022 na 21. místě. Trénují ho krajan Jurij Ščukin a Massimo Puci.
V kazachstánském daviscupovém týmu debutoval v roce 2008 astanským finálem baráže I. skupiny asijsko-oceánské zóny proti Filipínám, v níž vyhrál dvouhru a s Jurijem Ščukinem také čtyřhru. Kazachstánci zvítězili 5:0 na zápasy. Do listopadu 2023 v soutěži nastoupil k dvaceti pěti mezistátním utkáním s bilancí 16–7 ve dvouhře a 12–7 ve čtyřhře.
V letech 2010 a 2011 vytvořil s Jaroslavou Švedovovou kazachstánské družstvo na Hopmanově poháru. Při první účasti obsadili 2. místo základní skupiny a při druhé skončili na poslední 4. příčce. Za Kazachstán nastoupil na Asijských hrách 2014 v jihokorejském Inčchonu, kde vyhrál s Kukuškinem a Nedověsovem soutěž týmů. Kazachstán také reprezentoval na odložených Letních olympijských hrách 2020 v Tokiu, kde v mužské čtyřhře s Bublikem i smíšené soutěži se Švedovovou, nepostoupili z prvního kola. 
Rusko reprezentoval do Wimbledonu 2008, kde nepostoupil z kvalifikace. Po obdržení kazachstánského občanství odehrál první turnaj za Kazachstán na torontském Rogers Cupu 2008. V roce 2010 jej Asociace tenisových profesionálů vyhlásila hráčem s největším zlepšením.

## Soukromý život
Narodil se roku 1987 v ruském městě Volžskij, tehdejší součásti Sovětského svazu, do rodiny lékařů Alexandra a Mariny Golubjevových. Má mladšího bratra Denise. V patnácti letech se přestěhoval do italského Bra na pozvání rodinného přítele Igora Jeremina. Po zisku kazachstánského občanství se usadil v Kazachstánu. Vyjma rodné ruštiny hovoří anglicky a italsky. Jako preferovaný povrch uvedl tvrdý v hale a za nejsilnější úder forhend.

## Finále na Grand Slamu

### Mužská čtyřhra: 1 (0–1)
| Stav      | rok  | turnaj      | povrch | spoluhráč       | soupeři ve finále                   | výsledek           |
| --------- | ---- | ----------- | ------ | --------------- | ----------------------------------- | ------------------ |
| Finalista | 2021 | French Open | antuka | Alexandr Bublik | Pierre-Hugues Herbert Nicolas Mahut | 6–4, 6–7(1–7), 4–6 |

## Finále na okruhu ATP Tour
| Legenda                                                |
| ------------------------------------------------------ |
| D – dvouhra; Č – čtyřhra                               |
| Grand Slam (0–1 Č)                                     |
| Turnaj mistrů (0)                                      |
| ATP Masters Series / ATP Tour Masters 1000 (0)         |
| ATP International Series Gold / ATP Tour 500 (1–0 D)   |
| ATP International Series / ATP Tour 250 (0–2 D; 1–2 Č) |

### Dvouhra: 3 (1–2)
| Stav      | č. | datum             | turnaj                 | povrch    | soupeř ve finále | výsledek                |
| --------- | -- | ----------------- | ---------------------- | --------- | ---------------- | ----------------------- |
| Finalista | 1. | 20. října 2008    | Petrohrad, Rusko       | tvrdý (h) | Andy Murray      | 1–6, 1–6                |
| Vítěz     | 1. | 25. července 2010 | Hamburk, Německo       | antuka    | Jürgen Melzer    | 6–3, 7–5                |
| Finalista | 2. | 27. září 2010     | Kuala Lumpur, Malajsie | tvrdý (h) | Michail Južnyj   | 7–6(9–7), 2–6, 6–7(3–7) |

### Čtyřhra: 4 (1–3)
| Stav      | č. | datum           | turnaj                      | povrch    | spoluhráč         | soupeři ve finále                   | výsledek           |
| --------- | -- | --------------- | --------------------------- | --------- | ----------------- | ----------------------------------- | ------------------ |
| Finalista | 1. | 2. srpna 2014   | Kitzbühel, Rakousko         | antuka    | Daniele Bracciali | Henri Kontinen Jarkko Nieminen      | 1–6, 4–6           |
| Finalista | 2. | 12. června 2021 | French Open, Paříž, Francie | antuka    | Alexandr Bublik   | Pierre-Hugues Herbert Nicolas Mahut | 6–4, 6–7(1–7), 4–6 |
| Finalista | 3. | říjen 2021      | Petrohrad, Rusko            | tvrdý (h) | Hugo Nys          | Jamie Murray Bruno Soares           | 3–6, 4–6           |
| Vítěz     | 1. | říjen 2023      | Stockholm, Švédsko          | tvrdý (h) | Denys Molčanov    | Juki Bhambri Julian Cash            | 7–6(10–8), 6–2     |

## Tituly na challengerech ATP a okruhu ITF
| Legenda                 |
| ----------------------- |
| Challengery (7 D; 17 Č) |
| ITF (5 D; 4 Č)          |

### Dvouhra (12 titulů)
| Č. | datum         | turnaj                | povrch | poražený finalista | výsledek                      |
| -- | ------------- | --------------------- | ------ | ------------------ | ----------------------------- |
| 1. | květen 2005   | Grottaglie, Itálie    | antuka | Malek Džazírí      | 6–3, 7–6(7–3)                 |
| 2. | květen 2005   | Teramo, Itálie        | antuka | Alessandro Accardo | 6–3, 6–1                      |
| 3. | 2006          | Rodez, Francie        | tvrdý  | Adrian Mannarino   | 4–6, 6–1, 6–0                 |
| 4. | listopad 2006 | Las Palmas, Španělsko | tvrdý  | Jeroen Masson      | 6–4, 6–3                      |
| 1. | leden 2008    | Heilbronn, Německo    | tvrdý  | Philipp Petzschner | 2–6, 6–1, 3–1skreč            |
| 2. | listopad 2008 | Astana, Kazachstán    | tvrdý  | Laurent Recouderc  | 1–6, 7–5, 6–3                 |
| 3. | listopad 2009 | Astana, Kazachstán    | tvrdý  | Illja Marčenko     | 6–3, 6–3                      |
| 4. | červen 2013   | Marburg, Německo      | antuka | Diego Schwartzman  | 6–1, 6–3                      |
| 5. | listopad 2013 | Ťumeň, Rusko          | tvrdý  | Andrej Kuzněcov    | 6–4, 6–3                      |
| 6. | únor 2014     | Astana, Kazachstán    | tvrdý  | Gilles Müller      | 6–4, 6–4                      |
| 7. | březen 2016   | Jönköping, Švédsko    | tvrdý  | Karen Chačanov     | 6–7(9–11), 7–6(7–5), 7–6(7–4) |
| 5. | červenec 2019 | Almaty, Kazachstán    | tvrdý  | Denis Jevsejev     | 6–1, 6–2                      |

### Čtyřhra (21 titulů)
| Č.  | datum         | turnaj                  | povrch | spoluhráč             | poražení finalisté                        | výsledek                   |
| --- | ------------- | ----------------------- | ------ | --------------------- | ----------------------------------------- | -------------------------- |
| 1.  | září 2005     | Sassari, Itálie         | tvrdý  | Adriano Biasella      | Farruch Dustov Manuel Gasbarri            | 7–6(8-6), 6–1              |
| 1.  | červenec 2007 | Mantova, Itálie         | antuka | Francesco Piccari     | Leonardo Azzaro Marco Crugnola            | 6–3, 6–2                   |
| 2.  | červen 2012   | Monza, Itálie           | antuka | Jurij Ščukin          | Teimuraz Gabašvili Stefano Ianni          | 7–6(7–4), 5–7, [10-7]      |
| 2.  | duben 2013    | Padova, Itálie          | antuka | Matteo Donati         | Mate Delić Josko Topić                    | 7–6(8–6), 3–6, [10-6]      |
| 3.  | červen 2013   | Marburg, Německo        | antuka | Jevgenij Koroljov     | Jesse Huta Galung Jordan Kerr             | 6–3, 1–6, [10-6]           |
| 4.  | leden 2016    | Happy Valley, Austrálie | tvrdý  | Matteo Donati         | Oleksandr Nedověsov Denys Molčanov        | 3–6, 7–6(7–5), [10-1]      |
| 5.  | květen 2016   | Vicenza, Itálie         | antuka | Nikola Mektić         | Gastão Elias Fabricio Neis                | 6–3, 6–3                   |
| 6.  | červen 2016   | Poprad, Slovensko       | antuka | Ariel Behar           | Andrej Martin Lukáš Dlouhý                | 6–2, 5–7, [10-5]           |
| 3.  | červenec 2019 | Almaty, Kazachstán      | tvrdý  | Konstantin Kravčuk    | Denis Jevsejev Sebastian Korda            | 6–3, 6–2                   |
| 7.  | červenec 2019 | Astana, Kazachstán      | tvrdý  | Oleksandr Nedověsov   | Yunseong Chung Ji Sung Nam                | 6–4, 6–4                   |
| 4.  | srpen 2019    | Appiano, Itálie         | antuka | Felipe Meligeni Alves | Daniel Dutra da Silva Christian Lindell   | 6–4, 6–4                   |
| 8.  | září 2019     | Istanbul, Turecko       | tvrdý  | Oleksandr Nedověsov   | Lukáš Rosol Marek Gengel                  | bez boje                   |
| 9.  | leden 2020    | Bangkok, Thajsko        | tvrdý  | Oleksandr Nedověsov   | Christopher Rungkat Sančai Ratiwatana     | 3–6, 7–6(7–1), [10–5]      |
| 10. | únor 2020     | Quimper, Francie        | tvrdý  | Oleksandr Nedověsov   | Ivan Sabanov Matej Sabanov                | 6–4, 6–2                   |
| 11. | srpen 2020    | Todi, Itálie            | antuka | Ariel Behar           | Hugo Gaston Elliot Benchetrit             | 6–4, 6–2                   |
| 12. | srpen 2020    | Terst, Itálie           | antuka | Ariel Behar           | Hugo Gaston Tristan Lamasine              | 6–4, 6–2                   |
| 13. | září 2020     | Cordenons, Itálie       | antuka | Ariel Behar           | Andrés Molteni Hugo Nys                   | 7–5, 6–4                   |
| 14. | listopad 2020 | Orlando, Spojené státy  | tvrdý  | Oleksandr Nedověsov   | Mitchell Krueger Jackson Withrow          | 7–5, 6–4                   |
| 15. | duben 2021    | Split, Chorvatsko       | antuka | Oleksandr Nedověsov   | Szymon Walków Jan Zieliński               | 7–5, 6–7(5–7), [10–5]      |
| 16. | květen 2023   | Turín, Itálie           | antuka | Denys Molčanov        | Nathaniel Lammons John Peers              | 7–6(7–4), 6–7(6–8), [10–5] |
| 17. | červenec 2023 | Salcburk, Rakousko      | antuka | Denys Molčanov        | Anirudh Čandrasékar Vidžaj Sundar Prašant | 6–4, 7–6(10–8)             |